# Hypsipyle
Pour les articles homonymes, voir Hypsipyle (homonymie).
Dans la mythologie grecque, Hypsipyle (en grec ancien : Ὑψιπύλη / Hypsipýlē) est la reine de l'île de Lemnos. Elle est une fille de Thoas.

## Le crime des Lemniennes et le sauvetage de Thoas
Hypsipyle apparaît dans les évocations du crime des femmes de Lemnos, auquel elle est la seule à ne pas prendre part. Le premier récit complet de ce crime nous est connu par Apollonios de Rhodes dans ses Argonautiques. Les femmes de Lemnos négligeaient le culte d'Aphrodite : en punition, la déesse prive de désir leurs maris, qui les délaissent au profit de femmes thraces qu'ils ont capturées à la guerre. Les Lemniennes se vengent en massacrant leurs époux et les concubines thraces, puis, par peur des représailles, tous les hommes de l'île. Mais Hypsipyle, fille du roi de l'île, Thoas, épargne son père en le cachant dans un coffre qu'elle lance à la mer. Thoas est donc le seul homme de Lemnos à ne pas être tué et Hypsipyle la seule femme à ne pas être criminelle. Selon une version légèrement différente, rapportée notamment par le Pseudo-Apollodore dans sa Bibliothèque, Aphrodite afflige les femmes de Lemnos d'une mauvaise odeur, et c'est pour cette raison que leurs maris les délaissent. Hérodote, de son côté, indique que les femmes de Lemnos tuent tous les hommes de l'île, y compris Thoas.

## Les Argonautes à Lemnos et l'union avec Jason
Lorsque les Argonautes entreprennent leur périple, leur première escale a généralement lieu à Lemnos, où ils rencontrent les femmes criminelles et s'unissent à elles. Plusieurs œuvres évoquant cet épisode sont parvenues jusqu'à nous, en particulier la quatrième Pythique de Pindare et le chant I des Argonautiques d'Apollonios de Rhodes. Nous connaissons aussi l'existence de plusieurs tragédies remontant à l'époque classique et consacrées à ce récit : deux tragédies d'Eschyle, l'une intitulée Hypsipyle et l'autre Les Lemniennes (ou Les Lemniens), toutes deux perdues, une tragédie de Sophocle intitulée Les Lemniennes, et une Hypsipyle d'Euripide dont il reste quelques fragments. Pindare indique que Jason et les Argonautes organisent des concours athlétiques, puis partagent le lit des femmes de Lemnos. Pindare n'indique pas pour quelle raison sont organisées ces épreuves sportives. Les scholies à la Pythique IV avancent deux raisons possibles : soit il s'agit de jeux funèbres en l'honneur des maris massacrés, soit ce sont des jeux en l'honneur de Thoas. Apollonios de Rhodes, Valérius Flaccus et le pseudo-Apollodore n'évoquent pas ces concours athlétiques dans leurs récits respectifs de l'escale des Argonautes à Lemnos.
Quoi qu'il en soit, les femmes de Lemnos s'unissent aux Argonautes, et Hypsipyle s'unit à leur chef, Jason. Quelque temps après, Jason et les Argonautes repartent pour poursuivre leur voyage. L'union entre Hypsipyle et Jason est évoquée dès les sources les plus anciennes, puisque l’Iliade la mentionne brièvement pour indiquer qu'elle donne naissance à un fils, Eunéos. Ovide et Stace indiquent qu'Hypsipyle donne naissance à des jumeaux. Chez Hygin, les fils d'Hypsipyle sont Euneus et Deipylus.

## Hypsipyle nourrice d'Archémore
Plusieurs auteurs, dont Euripide dans sa tragédie Hypsipyle et Stace dans la Thébaïde, relatent d'autres événements survenus après la venue des Argonautes à Lemnos. Ils indiquent que les Lemniennes finissent par découvrir qu'Hypsipyle n'avait pas tué son père, et, pour la punir de ne pas avoir pris part à leur crime, elles l'exilent hors de Lemnos.
La tragédie d'Euripide Hypsipyle, connue essentiellement par un fragment sur papyrus, est la plus ancienne source à évoquer une autre intrigue où apparaît Hypsipyle, dans un récit lié à l'expédition des Sept contre Thèbes. Hypsipyle a été exilée loin de Lemnos et capturée par des pirates. Elle devient la nourrice d'un enfant, nommé Opheltès (plus tard renommé Archémoros), qui est le fils d'une nommée Eurydikè. Le devin Amphiaraos et l'expédition dont il fait partie rencontrent Hypsipyle alors qu'ils cherchent de l'eau pour faire un sacrifice. Hypsipyle leur indique une source gardée par un serpent, qui tue le petit Opheltès. Amphiaraos persuade Eurydikè de renoncer à se venger, et institue un culte en l'honneur d'Opheltès, renommé Archémoros (« début du désastre », nom prophétisant le destin tragique de l'expédition des Sept). Par la suite, Hypsipyle est retrouvée et reconnue par ses fils qui étaient partis à sa recherche.
Stace, au livre V de la Thébaïde, évoque également cet épisode. L'armée d'Argos rencontre Hypsipyle, devenue prisonnière de Lycurgue, roi de Némée, et la nourrice de son fils Archémore. Hypsipyle indique une source à l'armée assoiffée, puis fait le récit de ses origines, raconte le crime des femmes de Lemnos et la venue des Argonautes, puis son exil et sa capture par des pirates. Pendant qu'elle est occupée à raconter cela, elle néglige de surveiller Archémore, qui est mortellement piqué par un serpent. Hypsipyle manque être tuée, mais est défendue par les Argiens. 
Chez Hygin, l'histoire est dans l'ensemble la même, mais le roi de Némée est Lycus.

## Sources anciennes
- Pseudo-Apollodore, Bibliothèque [détail des éditions] [lire en ligne], I, 9, 17 ; III, 6, 4.
- Apollonios de Rhodes, Argonautiques [détail des éditions] [lire en ligne], I, 609-909.
- Euripide, Hypsipyle, passim.
- Homère, Iliade, VII, 467-471.
- Hygin, Fables [détail des éditions] [(la) lire en ligne], XV ; LXXIV.
- Lactance Placide, Commentaires sur la Thébaïde de Stace, IV, 717 ; V, 613-675.
- Ovide, Héroïdes [détail des éditions] [lire en ligne], VI.
- Stace, Thébaïde [détail des éditions] [lire en ligne], V, 28-721.
- Valerius Flaccus, Argonautiques [détail des éditions] [lire en ligne], II, 72-427.